# Петрук Микола Миколайович
Мико́ла Микола́йович Петру́к (нар. 1 лютого 1950, село Карпівці, Чуднівський район, Житомирська область) — український політик. Народний депутат України. Генерал-полковник (з грудня 2003).

## Освіта
- Бакинське вище загальновійськове командне училище (1971);
- Військова академія імені Михайла Васильовича Фрунзе (1983);
- Військова академія Генштабу Збройних Сил Російської Федерації (1993).

## Кар'єра
- З 1971 — командир мотострілецького взводу Прикарпатського військового округу.
- 1973–1991 — заступник командира мотострілецької роти з технічної частини, командир мотострілецької роти, начальник штабу мотострілецького батальйону, командир мотострілецького батальйону, заступник командира мотострілецького полку, командир мотострілецького полку, начальник штабу мотострілецької дивізії, командир окремої мотострілецької бригади в Республіці Куба.
- Серпень 1993 — жовтень 2003 — командир 24-ї механізованої дивізії, командувач 13-го армійського корпусу, перший заступник командувача військ Західного оперативного командування Сухопутних війська, перший заступник Головнокомандувача Сухопутних військ Збройних Сил України.
- 16 жовтня 2003 — 19 липня 2004 — командувач військ Західного оперативного командування[3].
- 19 липня 2004 — 16 червня 2005 — Головнокомандувач Сухопутних військ Збройних Сил України[4][5].
- 16 червня 2005 — 6 травня 2006 — командувач Сухопутних військ Збройних Сил України[6][7].
- Січень 2008 — звільнений у запас[8].

## Сім'я
Народився у сім'ї робітників. Одружений, має 2 дочок.

## Парламентська діяльність
Народний депутат України 5-го скликання з 25 травня 2006 до 12 червня 2007 від «Блоку Юлії Тимошенко», № 9 у списку. На час виборів: командувач Сухопутних військ Збройних Сил України, безпартійний. Член фракції «Блок Юлії Тимошенко» (з травня 2006). Член Комітету з питань національної безпеки і оборони (з липня 2006). 12 червня 2007 достроково припинив свої повноваження під час масового складення мандатів депутатами-опозиціонерами з метою проведення позачергових виборів до Верховної Ради.
Народний депутат України 6-го скликання з 23 листопада 2007 до 12 грудня 2012 від «Блоку Юлії Тимошенко», № 9 в списку. На час виборів: тимчасово не працював, безпартійний. Член фракції «Блок Юлії Тимошенко» (з листопада 2007). Член Комітету з питань національної безпеки і оборони (з грудня 2007).

## Нагороди, державні ранги
Орден Богдана Хмельницького III ступеня (серпень 2005).